# ديدييه نيومان
ديدييه نيومان (13 يناير 1977 في فرنسا - ) (بالفرنسية: Didier Neumann)‏ هو لاعب كرة قدم فرنسي في مركز الوسط. لعب مع ستاد لافال ونادي سيدان ونادي غويونيون ونادي كان ونادي مونبلييه ونادي ميتز.

## وصلات خارجية
- ديدييه نيومان على موقع قاعدة بيانات كرة القدم.إي يو (الإنجليزية)
- ديدييه نيومان على موقع Soccerway.com (الإنجليزية)
- ديدييه نيومان على موقع عالم كرة القدم.نت (الإنجليزية)
- ديدييه نيومان على موقع GSA (الإنجليزية)